# 2042
2042 рік — невисокосний рік за григоріанським календарем що починається в середу.

## Події
- 17 вересня відбудеться переповнення дати і часу в мейнфреймах IBM 370/S, аналогічне до Y2K.
- Завершується строк дії так званої «Угоди Януковича — Медведєва» про перебування ЧФ ВМФ РФ на території України. Є ймовірність того, що Чорноморський флот ВМФ Росії можливо буде виведений з території Криму.
- 11 жовтня — 100 років від дня народження Яворівського Володимира Олександровича.
- 100 років від дня народження Муаммара Каддафі.
- 100 років від дня народження Пола Маккартні.
- 100 років від дня народження Мартіна Скорсезе.
- 100 років від дня народження Басалика Юрія Михайловича — радянського футболіста.
- 100 років від дня народження Ху Цзіньтао.
- 100 років від дня народження Еусебіу.
- 100 років від дня народження Брумеля Валерія Миколайовича.
- 100 років від дня народження Жозе Едуарду душ Сантуша.

## Вигадані події
- Події мультиплеєрного шутера Battlefield 2042 розгортаються в цьому році.